# Санта Крус де Тенерифе
Вижте пояснителната страница за други значения на Санта Крус.
Санта Крус де Тенерифе (на испански: Santa Cruz de Tenerife) е испански град на остров Тенерифе. Градът е една от двете столици на автономна област Канарски острови и Столица на едноименната провинция Санта Крус де Тенерифе.
Населението му е 220 902 души от преброяването през 2007 г. Разполага с голяма риболовна база, издържа се с корабостроителна, кораборемонтна и нефтопреработвателна промишленост.

## Побратимени градове
- Аранда де Дуеро, Испания
- Атланта, САЩ
- Гватемала, Гватемала
- Кадис, Испания
- Каракас, Венецуела
- Маями-Дейд, САЩ
- Ница, Франция
- Сан Антонио, САЩ
- Санкт Петербург, Русия
- Санта Круз, САЩ
- Санта Крус де ла Сиера, Боливия
- Санта Крус дел Норте, Куба
- Санто Доминго, Доминиканска република